# فيرتيييفكا (تشيرنيهيفسكا)
فيرتيييفكا (Вертіївка) هي مدينة في مقاطعة تشيرنيهيفسكا في أوكرانيا.
يبلغ عدد سكانها حوالي 3504 نسمة.

## أعلام
- ميخائيل كيربونوس